# Governo Morgan I
Il governo Morgan I è il governo gallese formato il 16 ottobre 2000 da Rhodri Morgan ed era un governo di coalizione con i Liberal Democratici, ufficialmente denominato "Coalition Partnership". È stato preceduto dal governo Morgan ad interim, un governo di minoranza laburista guidato da Rhodri Morgan tra il febbraio e l'ottobre 2000.

## Contesto
Rhodri Morgan è diventato Primo Segretario del Galles il 15 febbraio 2000, tra febbraio e ottobre 2000 ha guidato un governo di minoranza con 28 dei 60 seggi dell'Assemblea. La natura instabile dell'allora governo di minoranza era preoccupante ed era sempre vista come temporanea ei laburisti avevano proposto di cercare un partner di coalizione dopo la loro perseverante cattiva prestazione nelle elezioni del 1999.
Gli sviluppi si sono rapidamente verificati durante l'autunno del 2000 culminando con le dimissioni di Tom Middlehurst da Segretario per l'istruzione il 9 ottobre, sostenendo che non poteva "contemplare la possibilità di sedersi al tavolo del Gabinetto con i Liberal Democratici".
I sei seggi liberaldemocratici erano un'offerta allettante per i laburisti e dopo una conferenza speciale di entrambi i partiti fu concordata una coalizione.
Un nuovo governo di coalizione (ufficialmente denominato Coalition Partnership) è stato ufficialmente annunciato il 5 ottobre 2000 con i dettagli politici che sono emersi il giorno dopo. I ministri del gabinetto sono stati quindi nominati il 16 ottobre e i viceministri il 17 ottobre. Quel governo è durato fino alle elezioni del 2003.

## Composizione
| Carica                                                                                       | Titolare | Titolare        | Mandato   | Partito             |
| -------------------------------------------------------------------------------------------- | -------- | --------------- | --------- | ------------------- |
| Primo ministro                                                                               |          | Rhodri Morgan   | 2000–2003 | Laburista           |
| Vice primo ministro Sviluppo economico                                                       |          | Michael German  | 2000–2003 | Liberal Democratici |
| Agricoltura sviluppo rurale                                                                  |          | Carwyn Jones    | 2000–2003 | Laburista           |
| Attività dell'Assemblea                                                                      |          | Andrew Davies   | 2000–2003 | Laburista           |
| Cultura                                                                                      |          | Jenny Randerson | 2000–2003 | Liberal Democratici |
| Istruzione                                                                                   |          | Jane Davidson   | 2000–2003 | Laburista           |
| Ambiente, trasporti e pianificazione                                                         |          | Sue Essex       | 2000–2003 | Laburista           |
| Finanze e governo locale                                                                     |          | Edwina Hart     | 2000–2003 | Laburista           |
| Sanità e assistenza sociale                                                                  |          | Jane Hutt       | 2000–2003 | Laburista           |
| Titolari di cariche a cui sono state date disposizioni speciali per partecipare al Gabinetto |          |                 |           |                     |
| Chief whip                                                                                   |          | Karen Sinclair  | 2000–2003 | Laburista           |

Cambiamenti;
- Andrew Davies, ministro per lo sviluppo economico ei trasporti dal 2002.
- Carwyn Jones, ministro per l'Assemblea dal 2002-2003 oltre al portafoglio dell'Agricoltura.
- Jenny Randerson, vice primo ministro ad interim dal luglio 2001 al giugno 2002 oltre al portfolio della Cultura.
- Michael German, vice primo ministro e ministro per gli affari rurali e il Galles all'estero da giugno 2002 a maggio 2003.

## Viceministri
I Viceministri prima dell'entrata in vigore del Government of Wales Act 2006 (l'emanazione e la separazione legale avvengono su nomina del Primo ministro, dopo il maggio 2007) non fanno ufficialmente parte del Governo e non fanno parte del Gabinetto. Da maggio 2007, i viceministri gallesi fanno parte del governo dell'Assemblea gallese, ma non nel gabinetto.
| Carica                                                 | Titolare | Titolare      | Mandato   | Partito             |
| ------------------------------------------------------ | -------- | ------------- | --------- | ------------------- |
| Vice primo ministro e sviluppo economico               |          | Alun Pugh     | 2000–2003 | Laburista           |
| Istruzione e apprendimento permanente                  |          | Huw Lewis     | 2000–2003 | Laburista           |
| Vice primo ministro e sanità e servizi sociali         |          | Brian Gibbons | 2000–2003 | Laburista           |
| Vice primo ministro e governo locale                   |          | Peter Black   | 2000–2003 | Liberal Democratici |
| Vice primo ministro, affari rurali, cultura e ambiente |          | Delyth Evans  | 2000–2003 | Laburista           |